# Yaroslav Yaroslavich, Đại vương công Tver
Yaroslav Yaroslavich (tên rửa tội là Afanasiy , 1230 - 1272 ) - hoàng tử độc lập đầu tiên của Tver (từ 1247), Đại công thứ 11 vĩ đại của Công quốc Vladimir. Trong biên niên sử Gustinsky, Yaroslav cũng được đặt tên là hoàng tử của Kiev, những thông tin này thường không đáng tin cậy

## Tiểu sử
Yaroslav lên ngôi sau khi cha mình là Yaroslav II của Vladimir từ trần do trúng đôc khi từ đế quốc Mông Cổ của Khan Quý Do trở về, năm 1246. Ông lên ngôi Đại công đầu tiên của Tvers sau khi một người anh trai (không rõ tên) chết bất ngờ khi đang giữ chức Hoàng tử Tvers năm 1238. Cai trị song song với ông là người anh trai nổi tiếng xứ Vladimir, Đại công Aleksandr Nevski; ngươi sẽ được Yaroslav kế thừa sau khi ông này qua đời năm 1263.
Năm 1252, Yaroslav cùng em trai là Andrei đã lãnh đạo đội quân Tvers (tiên phong là tướng Zhiroslav) tiến đánh công quốc Pereslavl-Zalessky của người anh trai nổi tiếng, công vương Aleksandr Nevski vốn đang được Khan Mông Cổ bảo vệ. Đội quân Mông Cổ đồn trú tại công quốc này đã bất ngờ phản công, đánh bại quân đội Tvers rồi giết chết vợ của Yaroslav và bắt giữ các con của ông.
Để trừng phạt hành động của Yaroslav, Mông Cổ và công quốc Pereslavl-Zalessky đã truy đuổi làm Yaroslav trốn tránh nhiều nơi: năm 1254 ở Ladoga, và năm 1255 ở Novgorod. Tại Novgorod, người dân ở đây buộc Vasilii từ ngôi và trao ngai vàng cho Yaroslav. Bị anh trai là công vương Aleksandr Nevski chống lại, Yaroslav buộc phải rời Novgorod. Năm 1258, Yaroslav, cùng với anh trai và cháu trai là Boris Vasilkovich của Rostov để diện kiến vua Mông Cổ và bị thẩm vấn sự việc trước đây. Theo biên niên sử, Yaroslav được thả "với nhiều danh dự" và trở về Tvers.
Năm 1262, Yaroslav đã tham gia vào một chiến dịch chung của Nga-Litva chống lại Bộ tộc Livonia ở Dorpat
Năm 1263, sau cái chết của Alexander Nevski, Vua Mông Cổ trao ngôi Đại công vương xứ Vladimir cho em trai Yaroslav vì nhà vua nghĩ rằng Yaroslav sẽ trung thành với mình hơn là người anh em Vasilii. Theo I. Zabelin, Alexander Yaroslavich Nevski đã trao vùng đất Moskva cho con trai út của ông, Danill, hai tuổi, người dưới sự giám hộ của Yaroslav trong bảy năm.
Năm 1266, người dân Novgorod lại nổi dậy khởi nghĩa đòi trục xuất Hoàng tử Dmitry Alexandrovich của Pereyaslav, đưa Yaroslav lên ngôi đại công Novgorod. Trong thời gian cai trị ngắn ngủi, ông thiết lập quan hệ với một boyar là Yuri Mikhailovich và kết hôn với con gái của ông này, có lẽ với mục đích tăng cường vị thế của mình ở Novgorod. Những năm sau Yaroslav Yaroslavich rời Novgorod, để lại cháu trai Dmitri Alexandrovich ở đó. Sự xáo trộn trong nội bộ Novgorod khiến Đại công quốc Litva tìm cớ gây chiến, sau khi công quốc này giải quyết được khủng hoảng kế vị lúc Công vương Litva là Mindovg vừa qua đời. Để "dằn mặt" cho mối đe dọa từ Litva, Yaroslav đã gửi cho các con trai (Svyatoslav và Mikhail) mở cuộc tấn công Livonia, đánh bại hoàn toàn quân địch ở trận Rakovor.
Năm 1270, Yaroslav III rời công quốc Novgorod, bắt đầu cuộc đấu tranh chống lại các hoàng tử Dmitry Alexandrovich Pereyaslavsky và Gleb Rostislavich của Smolensk để tranh giành sự ủng hộ của Hãn vương Mông Cổ ở Sarai. Anh trai của Yaroslav, Vasily Yaroslavich của Kostroma ra mặt phản đối Yaroslav, đã chiếm lấy Novgorod. Năm 1270, quân đội của bà hoàng tử dừng lại trong một tuần gần thị trấn Staraya Russa , sẵn sàng chiến đấu. Nhưng để tránh cảnh chiến tranh huynh đệ tương tàn, Yaroslav III đã nhờ Thượng phụ thành Kiev là Cyril III (1242 - 1281) hòa giải thành công. Yaroslav III lại rời công quốc Novgorod một lần nữa, để cháu trai là Andrei Vorotislavich làm giám quốc
Năm 1271, Yaroslav đi đến Horde cùng với những người cháu của ông là Vasily và Dmitry Alexandrovich và qua đời trên đường trở về. Con trai trưởng là Sviatoslav, Đại vương công xứ Tver kế vị

## Gia đình và các con
1. Svyatoslav Yaroslavich, con trai của hoàng hậu Natalia
2. công chúa Ksenia, vợ của công vương Yuri I Lvovich
3. con gái (không rõ tên)
4. Mikhail Yaroslavich, con trai của hoàng hậu Ksenia
5. St. Sofya Yaroslavna